# To Fly!
To Fly! is een Amerikaanse documentaire uit 1976 geregisseerd door Jim Freeman en Greg MacGillivray. De film gaat over de geschiedenis van de luchtvaart en was speciaal gemaakt voor het National Air and Space Museum in Washington D.C.. Hierdoor was dit de eerste film opgenomen in het IMAX-formaat. De film had ook een enorm succes in de bioscopen wereldwijd en was de succesvolste documentaire ooit totdat Fahrenheit 9/11 hem van zijn plaats verstootte in 2004. De film is opgenomen in het National Film Registry.
To Fly! is in Nederland in de jaren 80 te zien geweest in het toenmalige Imax theater in het strandpark van de Beekse Bergen.